# Валово (Нижегородская область)
Ва́лово — деревня в составе Макарьевского сельсовета Ветлужского района Нижегородской области.
Располагается на правом берегу реки Ветлуги.
По данным на 1999 год, численность населения составляла 6 чел.